# 穆拉托韋 (新艾達爾區)
48°48′10″N 38°44′10″E / 48.80278°N 38.73611°E
穆拉托韋（烏克蘭語：Муратове）是位於烏克蘭東部的村莊，由盧甘斯克州夏斯季亚区的新艾達爾市鎮負責管轄。該村始建於1860年，面積2.76平方公里，海拔高度68米，2001年人口687，人口密度每平方公里248.9人。